# Luciogobius albus
Luciogobius albus е вид лъчеперка от семейство Попчеви (Gobiidae).

## Разпространение
Видът е разпространен в Япония.